# Juin 1914

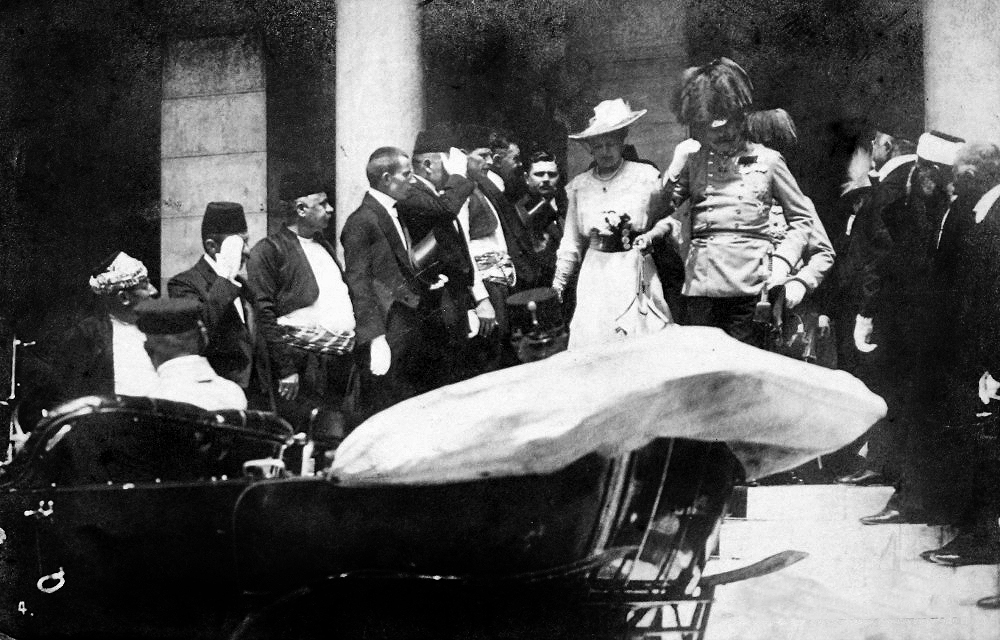
L'archiduc et sa femme juste avant l'assassinat.

## Événements
- Juin - juillet : grèves massives à Bakou et à Saint-Pétersbourg. L’agitation sociale tombe après le début de la guerre.
- 9 juin, France : Alexandre Ribot président du Conseil.
- 13 juin, France : René Viviani président du Conseil.
- 15 juin, France : 
  - Un violent orage fait de nombreux dégâts à Paris.
  - Accord entre l’Empire allemand et le Royaume-Uni sur la question du chemin de fer de Bagdad : les Britanniques proposent une participation des capitaux britanniques en échange de la promesse que la ligne n’atteigne pas le golfe Persique. L’Allemagne obtient un partage de l’influence économique en Mésopotamie (exploitation en commun des pétroles de Mossoul).
- 20 juin : le Britannique Brock remporte la Coupe du « Daily Mail » en s'imposant sur le parcours Londres-Manchester-Londres.
- 23 juin : l'Allemand Basser bat le record de durée de vol en avion sur un « Albatros » : 21 heures, 48 minutes et 45 secondes.
- 26 juin : l'Allemand Landmann bat le record de durée de vol en avion sur un « Rumpler » : 18 heures et 12 minutes.
- 28 juin: 
  - Assassinat de l'archiduc François-Ferdinand - L'archiduc François-Ferdinand d'Autriche, son épouse Sophie, la duchesse de Hohenberg et son parti ont voyagé en train d'Ilidža à Sarajevo où ils ont été accueillis par le gouverneur de Bosnie-Herzégovine Oskar Potiorek. Le programme devait inclure une inspection militaire à la caserne de la ville et une réunion avec des dignitaires à la mairie de Sarajevo[1].
    - Nedeljko Čabrinović a fait la première tentative d'assassinat sur l'archiduc en lançant une bombe sur la décapotable dans laquelle il et sa femme Sophie se trouvaient (deux autres assassins Muhamed Mehmedbašić et Vaso Čubrilović étaient sur la route du cortège avec des pistolets mais n'ont pas agi). La bombe a rebondi sur le couvercle rabattu et a explosé sous un autre véhicule du cortège, blessant une vingtaine de personnes. Čabrinović a avalé un comprimé de cyanure et a sauté d'un pont dans la rivière Miljacka pour éviter d'être capturé, mais la pilule n'a fait que le faire vomir et l'eau était trop peu profonde. Il a été immédiatement arrêté. Malgré la tentative d'assassinat, le cortège s'est poursuivi jusqu'à la mairie de Sarajevo[2].

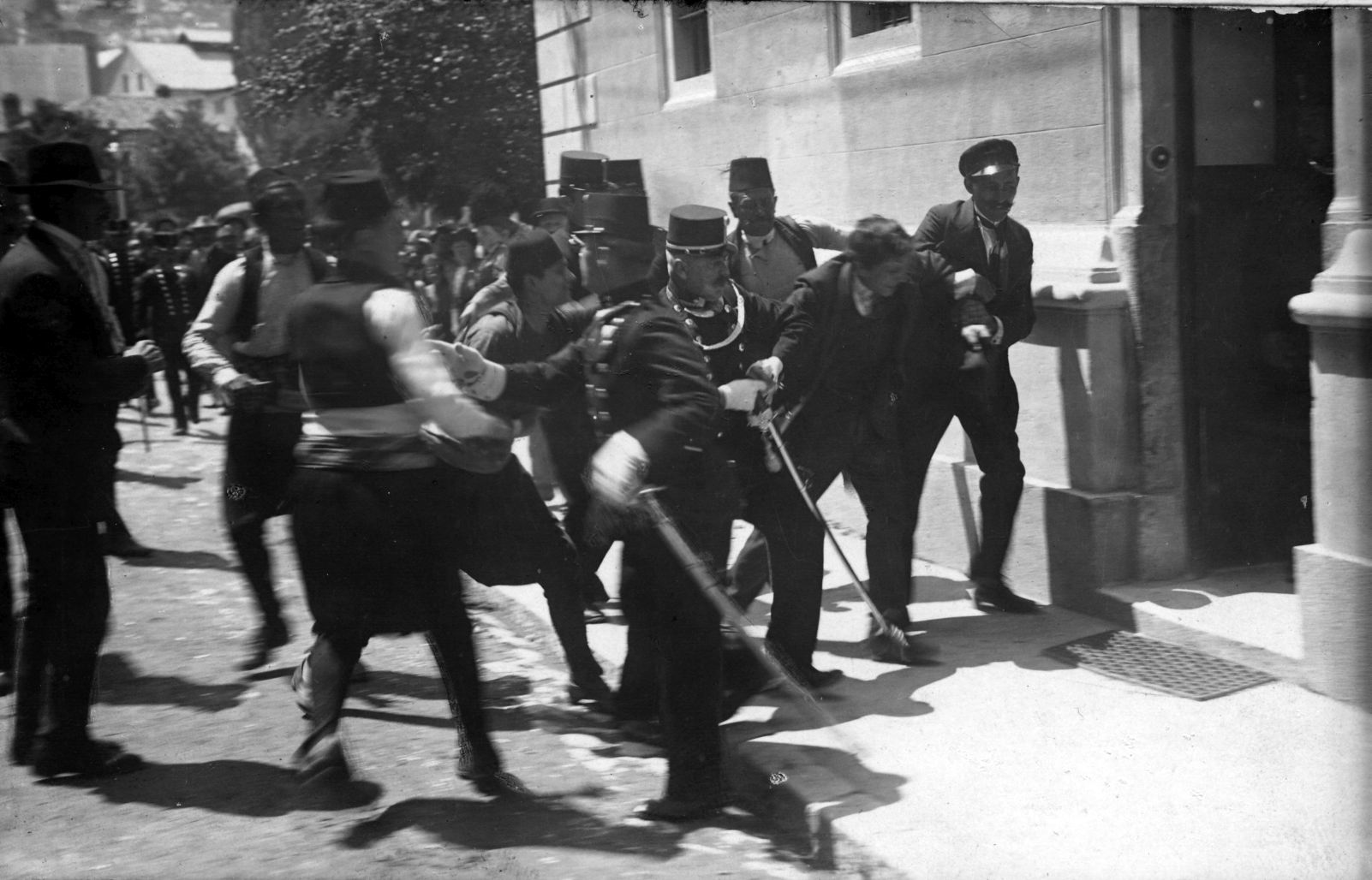
Cette image est généralement associée à l'arrestation de Gavrilo Princip, bien que certains pensent qu'elle représente Ferdinand Behr, un passant.

    - Cette image est généralement associée à l'arrestation de Gavrilo Princip, bien que certains pensent qu'elle représente Ferdinand Behr, un passant[3].Gavrilo Princip a assassiné l'archiduc et sa femme Sophie après leur départ de la mairie de Sarajevo. Princip a pu se rapprocher de l'archiduc lorsque son cortège s'est retrouvé coincé dans une impasse après avoir pris un mauvais virage. Il a tiré sur le noble autrichien dans le cou et sur Sophie dans l'abdomen alors qu'elle tentait de protéger son mari. Princip a été immédiatement arrêté, et l'archiduc et sa femme ont été ramenés à la mairie pour un traitement médical. Tous deux sont décédés des suites de leurs blessures, Sophie à l'arrivée à la mairie et Ferdinand environ 10 minutes après[4].

  - Émeutes anti-serbes à Sarajevo – À la suite de l'annonce de l'assassinat de l'archiduc François-Ferdinand, de violents pogroms ont été organisés contre les Serbes de souche en Autriche-Hongrie. Des foules anti-serbes ont saccagé les maisons et les entreprises de Serbes éminents, dont une foule de 200 personnes qui ont attaqué et détruit l'hôtel Europa, le plus grand hôtel de Sarajevo, car il appartenait au marchand serbe Gligorije Jeftanović. Deux Serbes ont été tués dans les violences[5].
  - Le bateau à vapeur britannique SS California s'est échoué sur l'île Tory au large de la côte nord-ouest de l'Irlande dans un épais brouillard avec plus de 1 000 passagers à bord. Trois navires de guerre britanniques, dont le destroyer Swift, ainsi que le paquebot Cassandra, ont secouru les passagers bloqués. Le navire a été réparé et remis en service dans l'année[6].
- 29 juin : élection générale en Ontario. Les conservateurs de James Whitney remportent ce scrutin pour la 4e fois consécutive.

## Naissances
- 3 juin : Karel Kaers, coureur cycliste belge († 20 décembre 1972).
- 9 juin : Jacques Fauvet, journaliste français († 1er juin 2002).
- 10 juin; Wilfrid Moser, peintre abstrait suisse († 19 décembre 1997).
- 11 juin
  - Gerald Mohr, acteur américain († 9 novembre 1968).
  - Magda Gabor, actrice américaine, mère de Zsa Zsa Gabor et Eva Gabor († 6 juin 1997).
  - Jean Meyer, comédien français († 8 janvier 1983).
- 14 juin : Gisèle Casadesus, comédienne française († 24 septembre 2017).
- 15 juin : Iouri Andropov, homme politique soviétique († 9 février 1984).
- 16 juin : Colette Maze, pianiste française († 19 novembre 2023).
- 20 juin : Muazzez İlmiye Çığ, assyriologue turque († 17 novembre 2024).
- 21 juin : William Vickrey, économiste américano-canadien († 11 octobre 1996).
- 24 juin : Myroslav Ivan Lubachivsky, cardinal ukrainien, archevêque de Lviv († 14 décembre 2000).
- 26 juin : Lyman Spitzer, astrophysicien américain († 1997).
- 29 juin : Rafael Kubelík, chef d'orchestre tchèque, puis suisse († 11 août 1996).

## Décès
- 10 juin :
  - Ödön Lechner, architecte hongrois 27 août 1845.
  - Maxime Lecomte, homme politique français, sénateur du Nord 1er mars 1846).
- 11 juin, *Adolphe-Frédéric V de Mecklembourg-Strelitz, grand-duc de Mecklembourg-Strelitz (° 22 juillet 1848).
- 28 juin :
  - François-Ferdinand, archiduc d'Autriche, héritier des couronnes impériale et royale d'Autriche-Hongrie (° 18 décembre 1863).
  - Sophie Chotek de Chotkowa et Wognin, duchesse de Hohenberg, épouse du précédent (° 1er mars 1868).